# Буенос Аирес, Ла Мадрид (Халпан)
Буенос Аирес, Ла Мадрид (шп. Buenos Aires, La Madrid) насеље је у Мексику у савезној држави Пуебла у општини Халпан. Насеље се налази на надморској висини од 540 м.

## Становништво
Према подацима из 2010. године у насељу је живело 8 становника.

### Хронологија
| Година       | 2000         | 2005       | 2010 |
| ------------ | ------------ | ---------- | ---- |
| Становништво | 56 (26 / 30) | 17 (9 / 8) | 8    |

### Попис
| # | Индикатор                     | Вредност |
| - | ----------------------------- | -------- |
| 1 | Укупно домаћинстава           | 3        |
| 2 | Укупно насељених домаћинстава | 2        |
| 3 | Величина локације             | 1        |